# Ripanj
Ripanj (em cirílico:Рипањ) é uma vila da Sérvia localizada no município de Voždovac, pertencente ao distrito de Belgrado, na região de Šumadija. A sua população era de 10896 habitantes segundo o censo de 2009.

## Demografia
| 1948  | 1953  | 1961   | 1971   | 1981   | 1991   | 2002   |
| ----- | ----- | ------ | ------ | ------ | ------ | ------ |
| 7 475 | 8 255 | 10 533 | 10 673 | 10 463 | 10 571 | 10 741 |